# Lasse Björn

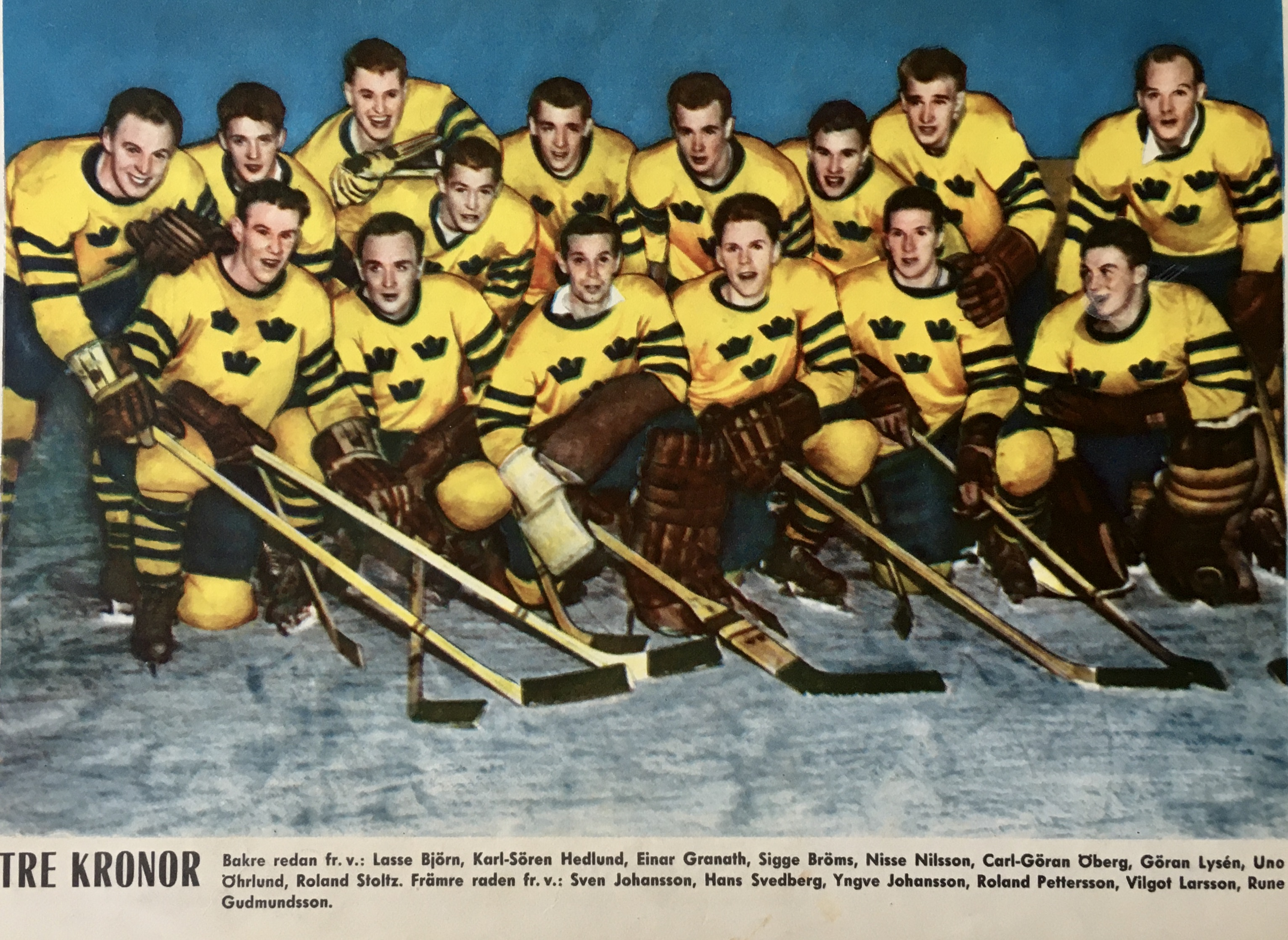
Tre Kronor i november 1958, från vänster, stående: Lasse Björn, Karl-Sören Hedlund, Einar Granath, Sigge Bröms, Nisse Nilsson, Carl-Göran "Lill-Stöveln" Öberg, Göran Lysén, Uno "Garvis" Öhrlund, Roland "Rolle" Stoltz; främre raden: Sven "Tumba" Johansson, Hasse Svedberg, Yngve Johansson, Roland "Sura-Pelle" Pettersson, Vilgot "Ville" Larsson och Rune Gudmundsson.

Lars Gunnar Raldo "Lasse" Björn, född 16 december 1931 i Stockholm, död 14 augusti 2024 på Stora Essingen i Stockholm, var en svensk ishockeyspelare.  
Lasse Björn växte upp i Traneberg och via kvarterslaget BK Cometen, och Westermalms IF, kom han till Djurgårdens IF.Han är en av svensk ishockeys största profiler och bildade tillsammans med Roland Stoltz backpar i både Djurgårdens IF och Tre Kronor. Han medverkade i 217 landskamper och tog VM-guld 1953 och 1957, OS-brons 1952 samt EM-guld 1952, 1953 och 1957. Med Djurgårdens IF blev han åren 1950–1963 svensk mästare 9 gånger, vilket är rekord inom svensk ishockey. Han avslutade sin karriär 1966 bland annat då hans civila arbete, hans åkeribolag, krävde all kraft.
År 1998 valdes han in i Internationella Ishockeyförbundets Hall of Fame. Hans barnbarn Douglas Murray spelade också för Djurgårdens IF i ungdomen.

## Meriter
- 217 landskamper
- VM-guld 1953 och 1957
- OS-brons 1952
- EM-guld 1952, 1953 och 1957
- SM-guld med Djurgårdens IF: 1950, 1954, 1955, 1958, 1959, 1960, 1961, 1962, 1963
- Stor grabb nummer 35
- Utnämnd till VM:s bästa försvarare av IIHF 1954
- Uttagen i Elitserien i ishockeys All star-lag 1959, 1960